# Vigrid
Se även Vigrid (organisation) och Bayonetta.

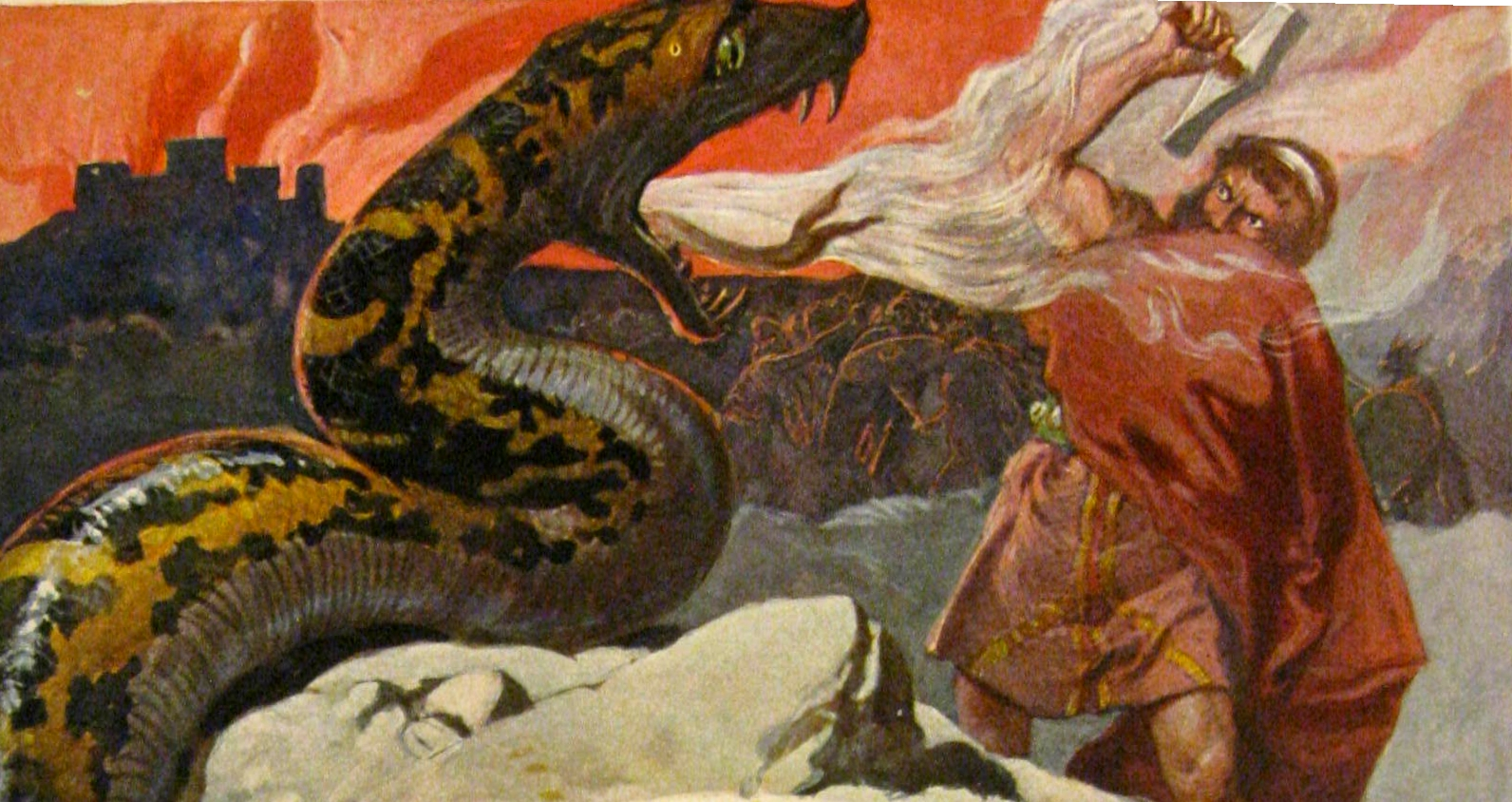
Tor möter Midgårdsormen på Vigrids slagfält. (Målning av Emil Doepler, cirka 1905)

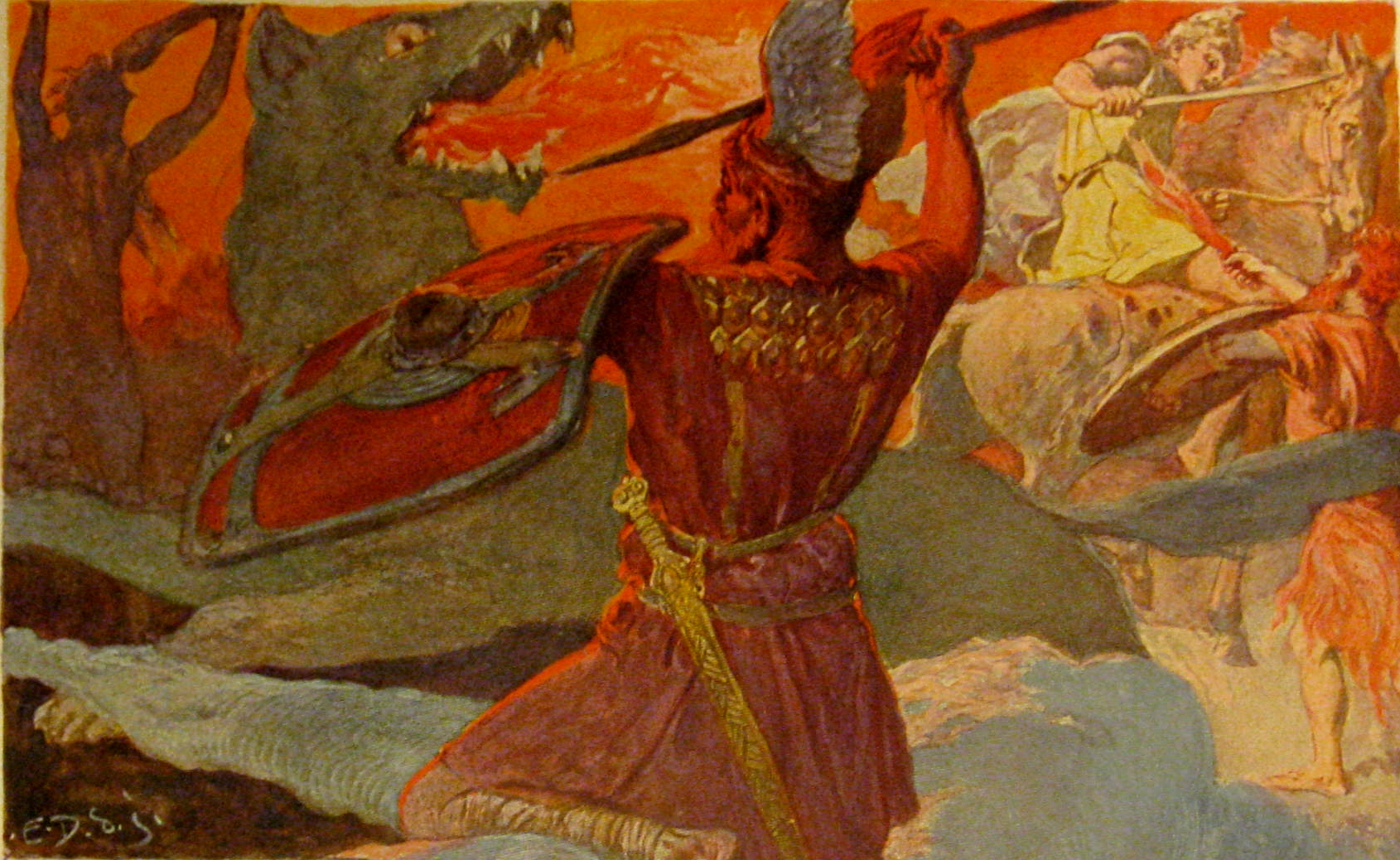
Oden och Frej i strid mot Fenrisulven och Surt. (Målning av Emil Doepler, cirka 1905.)

Vigrid (norröna: Vígríðr) är i nordisk mytologi slätten där asarna och jättarna, ledda av Surt, drabbar samman vid Ragnarök. Namnet Vigrid förklaras av Finnur Jónsson som "mark, hvor kampen ríðr, er i svingende bevægelse". Björn Collinder ger samma tolkning: ”platsen där striden rör sig”, men låter ett litet frågetecken markera att det är en tolkning av namnets innebörd – inte en översättning. Víg-ríðr betyder "krigs-ritt", vilket, enligt Åke Ohlmarks, "fullt tydligt klargör att det huvudsakligen är en ryttarstrid det gäller".
Vigrid omtalas i den poetiska Eddan (Vafþrúðnismál 18), samt i Snorres Edda (Gylfaginning 51). I Fáfnismál 14–15 uppges dock att ragnarökstriden kommer att utkämpas på en plats vid namn Oskopne (Óskópnir). Eftersom Vigrid uttryckligen sägs vara ett fält (vǫllr), medan Oskopne påstås vara en ö (holmr), får kanske slagfältet Vigrid antas vara beläget på ön Oskopne, såvida det inte rör sig om olika benämningar på samma plats.
Vafþrúðnismál 18:
| Vígríðr heitir vǫllr er finnask vígi at Surtr ok in svásu guð. Hundrað rasta hann er á hverjan veg. Sá er þeim vǫllr vitaðr. | Vigrid heter vallen där till vig de mötas, Surt och de milda makter; åt alla håll är den hundra rastmil där få de drabba samman. | På Vigrids slätt till slag möts Surt och solblida gudar; hundra mil på vart håll den har, så är det fält de fått. |  |